# آيكو ساتو (ممثلة)
آيكو ساتو (باليابانية: 佐藤藍子؛ بالكانا: さとう あいこ) هي مؤدية صوت وممثلة يابانية، ولدت في 1977 في كاواساكي في اليابان.

## وصلات خارجية
- آيكو ساتو على موقع IMDb (الإنجليزية)
- آيكو ساتو على موقع قاعدة بيانات الفيلم (الإنجليزية)